# Maurice Justin
Pour les articles homonymes, voir Justin.
Maurice Joseph Justin, né le 28 mars 1905 à Montpellier (Hérault) et mort le 9 septembre 1980 à Andorre-la-Vieille (Andorre), est un homme politique et résistant français.

## Biographie
Maurice Justin est issu d'une famille de notables républicains. Il est le petit-fils de François Justin, notaire à Claret, président républicain socialiste du conseil général de l’Hérault de 1920 à 1922 et le fils de Léon Justin, chef de division à la préfecture de Montpellier, et d’Emma Roux. C'est par cette ascendance qu'il va puiser ses convictions politiques tout le long de sa vie dans le camp socialiste.
Il fait ses études à la faculté de droit de Montpellier et sort titulaire de deux diplômes en droit public et droit privé et d'un diplôme d’études administratives et financières de l’université de Montpellier en 1926. Déjà membre des jeunesses laïques et républicaines et très actif au sein de l'université, il se lance plus fermement dans la politique  en militant avec les étudiants républicains comme secrétaire adjoint de l’association. La même année, il s’installe comme avocat à la cour d’appel de Montpellier. En parallèle de sa fonction d'avocat qu'il exercera jusqu'en 1944, il occupe le poste de maire de Claret de 1932 à 1945.
Le 6 avril 1929 il épouse à Montpellier Paule Corteggiani, dont il aura deux filles.
En 1937, il devient  secrétaire fédéral du Parti socialiste de France de l’Hérault puis de l’Union socialiste et Républicaine.
Après la Libération, il est nommé secrétaire général de la préfecture de l'Hérault, pour être ensuite muté au poste de préfet du Lot en 1948, puis à celui des Pyrénées Orientales en 1952, et enfin de la Drôme en 1960.
Maurice Justin est officier de la Légion d'honneur (1953) et titulaire de la médaille de la Résistance (1946).
Une esplanade à La Grande-Motte et une impasse à Montpellier portent son nom.

## Membre d'un réseau de Résistance

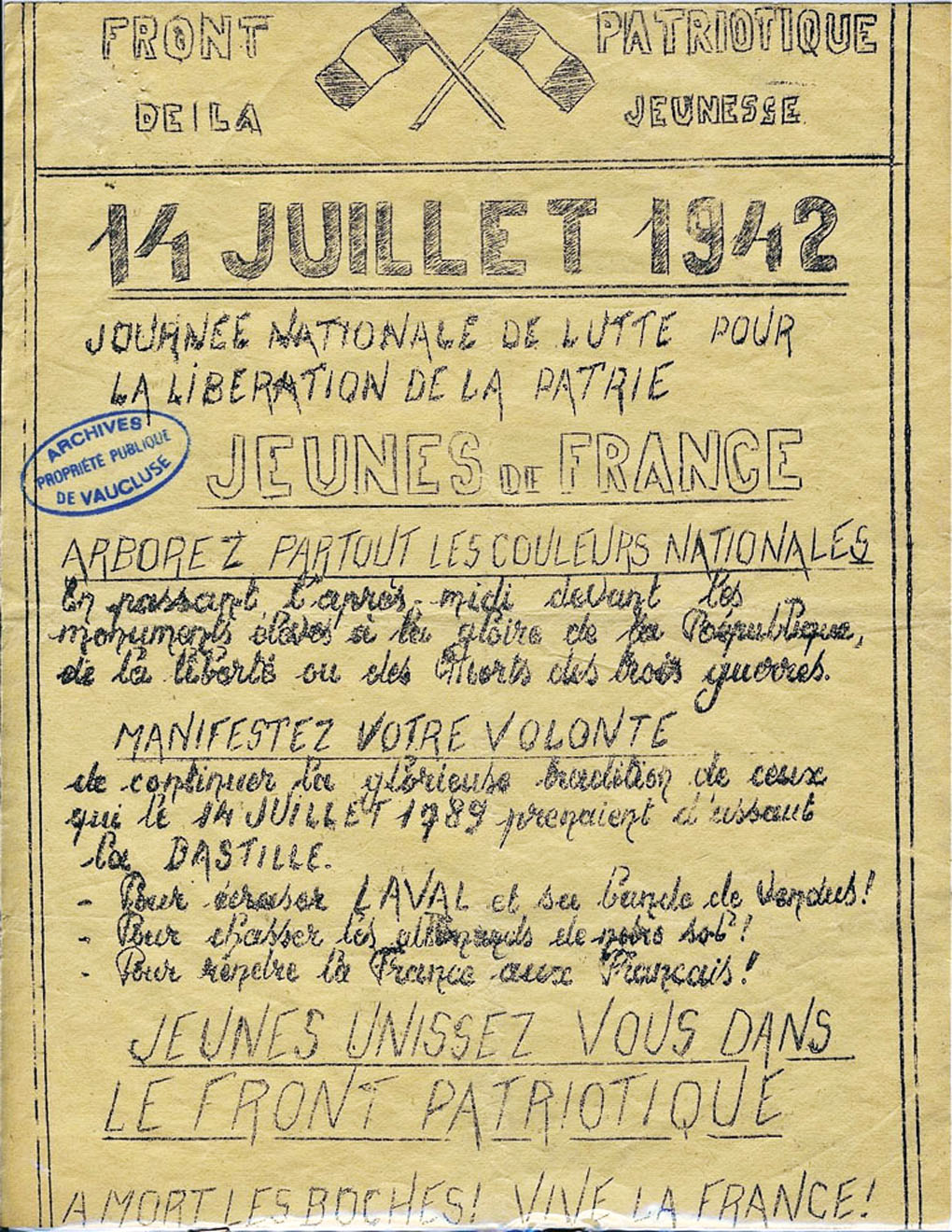
Appel à une manifestation en zone libre pour une représentation de force à la préservation de la République.

À la suite de sa mobilisation du 22 août 1939 au 18 juillet 1940, Maurice Justin s'engage dans la Résistance au sein du mouvement Combat[Où ?], l'un des plus importants réseaux de Résistance intérieurs.

Il est arrêté et mis en garde à vue 24 heures par la police française à la suite de sa participation à la manifestation du 14 juillet 1942. Le 22 novembre 1943, il est arrêté par la Gestapo[Où ?] et n'est relâché que le 8 janvier 1944, astreint à résidence dans sa commune de Claret.

## Autres activités
- Avocat-conseil du Secours populaire
- vice-président de la caisse des écoles de Montpellier
- Membre de la SFIO
- Directeur de cabinet de Gaston Defferre au  Ministère de la Marine marchande (1950)
- Délégué permanent du co-prince français en Andorre (1952)
- Directeur de l’hygiène et de la sécurité publique (1963)
- Directeur de la Société d'Aménagement du Département de l'Hérault (1971)
- Conseiller général socialiste du canton de Claret (1976)
- Membre de la commission administrative fédérale de l’Hérault (1977)

## Distinctions
- Officier de la Légion d'honneur (1953)[3]
- Médaille de la Résistance française (24 avril 1946)[7]
- Chevalier de l'ordre du Mérite maritime (1955)[8]